# Bellator Featherweight Championship
Il Bellator Featherweight Championship è il titolo massimo della Bellator MMA e, come indica lo stesso nome, il titolo è riservato alla categoria dei pesi piuma (da 61 a 66 kg).

## Titolo dei pesi leggeri (da 66 kg a 70 kg)
| Nome                       | Data                            | Luogo                    | Difese |
| -------------------------- | ------------------------------- | ------------------------ | --- |
| Joe Soto batté Yahir Reyes | 5 giugno 2009 (Bellator 10)     | Ontario, Stati Uniti     | |
| Joe Warren                 | 2 settembre 2010 (Bellator 27)  | San Antonio, Stati Uniti | |
| Pat Curran                 | 9 marzo 2012 (Bellator 60)      | Hammond, Stati Uniti     | - batté Patrício Freire a Bellator 85 il 17 gennaio 2013 - batté Shahbulat Shamhalaev a Bellator 95 il 4 aprile 2013 |
| Daniel Straus              | 2 novembre 2013 (Bellator 106)  | Long Beach, Stati Uniti  | |
| Pat Curran (2)             | 14 marzo 2014 (Bellator 112)    | Hammond, Stati Uniti     | |
| Patrício Freire            | 5 settembre 2014 (Bellator 123) | Uncasville, Stati Uniti  | - batté Daniel Straus a Bellator 132 il 16 gennaio 2015 - batté Daniel Weichel a Bellator 138 il 19 giugno 2013 |
| Daniel Straus (2)          | 6 novembre 2015 (Bellator 145)  | Saint Louis, Stati Uniti | |
| Patrício Freire (2)        | 21 aprile 2017 (Bellator 178)   | Uncasville, Stati Uniti  | - batté Daniel Weichel a Bellator 203 il 14 luglio 2018 - batté Emmanuel Sanchez a Bellator 209 il 15 novembre 2018 - batté Juan Archuleta a Bellator 228 il 28 settembre 2019 - batté Pedro Carvalho a Bellator 252 il 12 novembre 2020 - batté Emmanuel Sanchez a Bellator 255 il 2 aprile 2021 |
| A.J. McKee                 | 31 luglio 2021 (Bellator 263)   | Inglewood, Stati Uniti   | |